# Svenska Dagbladet
Svenska Dagbladet (zkráceně SvD) je deník vydávaný ve Švédsku od roku 1884. Poskytuje jak národní, tak i mezinárodní zprávy a přestože je distribuován ve velké části Švédska, největší prodávanost má ve Stockholmu. Od roku 1944 je deníkem udílena literární cena téhož jména. Rovněž uděluje zlatou medaili za významný přínos sportu.